# Leszek Czajkowski
Leszek Paweł Czajkowski (ur. 1967) – polski piosenkarz, poeta, kompozytor i publicysta nazywany „bardem polskiej prawicy”, nawiązujący m.in. do twórczości Jacka Kaczmarskiego.

## Życiorys
Należał do Ligi Republikańskiej. Tworzy przede wszystkim poezję polityczną, którą publikował w takich pismach, jak m.in. „Nasza Polska” oraz „Głos”. Zebrał ją w książce pt. Polska to nie Unia (Ad Astra). Albumy nagrywał razem z Jakubem Mędrzyckim (pianino) i Pawłem Piekarczykiem (gitara), m.in. z którym koncertuje.
Tygodnik „Gazeta Polska” przyznał mu tytuł „Człowieka Roku 1997”.
Od lat pracuje w Urzędzie do Spraw Kombatantów i Osób Represjonowanych.

## Dyskografia[3]
- 1996 – Śpiewnik oszołoma

str. A
1. Opowiastka o Bolku "Bimberku";
2. Lepiej...;
3. Dziesięciu dzielnych harcerzy;
4. Rzecz o krasnoludkach;
5. Paweł i Gaweł....;
6. Bajka senna vel studium dyktatury;
7. Piosenka o niepamięci;
8. Piosenka o postkomunie;
9. Tęsknota;
str B
1. Czeczenia;
2. Test;
3. List do Wiecha Wiecheckiego;
4. Intelektualiści lata 90.;
5. Śpiewka o antysemitach;
6. W kwestii żydowskiej;
7. Monte Cassino;
8. Żołnierzom wyklętym;
9. Polonez na nową kadencję.
- 1997 – Śpiewnik oszołoma, cz.2 – kaseta wyborcza

str A
1. Deklaracja;
2. Jankiel;
3. Cyrk na Wiejskiej;
4. O moim stosunku do Unii Wolności;
5. Jeszcze starczy sił;
6. Wstyd;
7. Historia pewnego plakatu;
8. Feler;
9. Romans polityczny;
10. Krótki list do Józefa O.
str B
1. Bilans;
2. Kanada;
3. Emigranci;
4. Dziewczyny;
5. Z Harlequina;
6.Rue Lauriston;
7. Walc adieu;
8. Opowieść o miłości do Pani poseł z Unii Wolności.
- 2004 – Pieśń kontrrewolucjonisty

01. Liga
02. Marsz Do Europy
03. Na XX Rocznicę
04. Pieśń Kontrrewolucjonisty
05. Piosenka O Pewnej Prawidłowości
06. Pochód Komuny
07. Pożegnanie Zbigniewa Herberta
08. Pułkownik Kukliński
09. Punkt Wyjścia
10. Spojrzenie Na Wschód
11. Szansa
12. Przyśpiewka O Byłych I Obecnych Komunistach
13. Antylewacka Piosenka O Radości
14. Bronić
Krzyża
15. Eurowizja
16. Jaki Niemiec
17. Kołysanka Dla Pana Tadeusza M
18. Przyśpiewka 
- 2006 – Śpiewnik oszołoma, cz.3 – nasza wolność

1. Jedwabny interes
2. Dziadek, prać!
3. Kolęda europejska
4. Karczma UE
5. Podróże
6. O dobrodziejstwach UE
7. Lustracja
8. Lipcowe święto
9. Wizytówka
10. Tęczowa piosenka
11. Pożegnanie Wieśka Gęsickiego
12. Polska wolność
13. Marsz do Europy
14. Cokoły
15. Bronić Krzyża
16. Antyklerykał
17. Antyfeministyczny song

## Odznaczenia
- Krzyż Kawalerski Orderu Odrodzenia Polski – 2017[4][5]
- Srebrny Krzyż Zasługi – 2008[6]
- Srebrny Medal „Zasłużony Kulturze Gloria Artis” – 2017[7]
- Odznaczenie Dumni z Powstańców – 2025[8][9]